# Proportionalitet
Indenfor matematik er to størrelser proportionale, hvis den ene størrelse er en konstant multipel af den anden. I så tilfælde foreligger proportionalitet.
Størrelserne {\displaystyle x} og {\displaystyle y} kaldes ligefrem proportionale, hvis {\displaystyle y=ax}, hvor {\displaystyle a} er en konstant. Dette betyder at forholdet mellem dem er konstant. (se linje)
To størrelser {\displaystyle x} og {\displaystyle y} kaldes omvendt proportionale, hvis {\displaystyle y=a{\frac {1}{x}}}.  (se hyperbel)
 Der er for få eller ingen kildehenvisninger i denne artikel, hvilket er et problem. Du kan hjælpe ved at angive troværdige kilder til de påstande, som fremføres i artiklen.